# Marx21
Marx21 (Eigenschreibweise marx21) ist eine trotzkistische Organisation innerhalb der Partei Die Linke, welche der Tradition der International Socialist Tendency nahesteht. Mit ca. 300 Mitgliedern ist sie kein vom Parteivorstand der Linken anerkannter Zusammenschluss innerhalb der Partei.

## Entstehung
Am 1. September 2007 beschloss eine Linksruck-Delegiertenkonferenz in Frankfurt am Main die formale Auflösung der Organisation. Dies war die Folge eines Diskussionsprozesses, der in den Monaten vor der Fusion von PDS und WASG zur Partei Die Linke begann. Am darauf folgenden Tag beschlossen die Anwesenden, darunter Delegierte der Konferenz, die Gründung von Marx21.

## Charakteristik
Marx21 bezeichnet sich selbst als „Netzwerk um das Magazin marx21“. Das Magazin erscheint viermal im Jahr. Mit der Vorläuferorganisation Linksruck gibt es personelle und inhaltliche Kontinuitäten. So besteht das Netzwerk auf antiimperialistische Positionen, wendet sich gegen eine Beteiligung der Partei Die Linke an Regierungen, fordert einen „Sozialismus von unten“ und sieht sich selbst in einer revolutionären Tradition. Mitglieder von Marx21 sind in der globalisierungskritischen sowie der Friedensbewegung engagiert. Während des Arabischen Frühlings hat Marx21 den Sturz der Regierungen von Tunesien, Libyen, Ägypten, Syrien u. a. unterstützt. Militärische Interventionen durch NATO-Staaten werden massiv kritisiert.
Einmal im Jahr organisieren Vereinsmitglieder den Marx Is Muss Kongress in Berlin.

## Einschätzung durch den Verfassungsschutz
Marx21 wird vom Verfassungsschutz beobachtet und in den Landes- und Bundesverfassungsschutzberichten regelmäßig bewertet. Dort sieht der Verfassungsschutz das Ziel der Organisation in der „Errichtung einer kommunistischen Gesellschaftsordnung“.
Das Bayerische Landesamt für Verfassungsschutz stuft Marx21 als offen extremistische Vereinigung ein. Das Bundesamt für Verfassungsschutz stufte Marx21 2011 als linksextreme Vereinigung und „aktivste trotzkistische Organisation“ ein. Es bezichtigt Marx21 außerdem des Entrismus.
Laut Bundesamt für Verfassungsschutz war Marx21 2011 Teil der International Socialist Tendency. Diese Aussage geht jedoch nicht aus der Eigendarstellung von Marx21 hervor. Laut International Socialist Tendency steht Marx21 in deren Tradition, ist aber seit der Auflösung von Linksruck nicht mehr Mitglied.

## Hintergründe und Strategie
Die trotzkistische Organisation Linksruck galt als Vertreterin der Strategie des Entrismus. Mit der Gründung der WASG begannen Linksruck-Mitglieder, sich verstärkt im Verein und der späteren Partei zu engagieren, um dort ihre Positionen zu vertreten. Im Gegensatz zur SAV propagierte Linksruck auch eine Zusammenarbeit mit allen Teilen der Linkspartei.PDS, einschließlich des (auch) von ihm stark kritisierten Berliner Landesverbandes.

## Einfluss in der Partei Die Linke
Marx21 zielt vor allem auf Einfluss in einer der größeren Strömungen der Partei, der Sozialistischen Linken. Das Engagement folgt einem Grundsatzbeschluss der Gründungskonferenz vom 2. September 2007. Im Sprecherkreis der Strömung ist Marx21 mit Stefanie Graf vertreten.
Außerdem sind mit dem Studierendenverband Die Linke.SDS stärkere Überschneidungen vorhanden. Dort sind teilweise mehrere Mitglieder des Bundesvorstandes Mitglieder von Marx21. Mit Luigi Wolf stellte das Netzwerk den ersten, mittlerweile nicht mehr amtierenden, Geschäftsführer.
Dem Parteivorstand der Linken gehörten Janine Wissler, welche ihre Mitgliedschaft aus diesem Grund beendet hat, und Christine Buchholz an. Beide schreiben regelmäßig für die Zeitschrift marx21.
Eine Beteiligung von Marx21 bzw. früheren Linksruck-Mitgliedern an den Landesvorständen und höheren Gremien der Linken findet sich hauptsächlich in den alten Bundesländern, u. a. Nicole Gohlke im Landesvorstand Bayern. Mit Max Steininger, dem ehemaligen Münchener Wahlkreismitarbeiter Gohlkes, wurde 2007 ein Marx21-Mitglied für zwei Jahre in den Bundessprecher*innenrat von Linksjugend 'solid gewählt. In den neuen Bundesländern dagegen ist die Beteiligung geringer, Marx21 war jedoch in den Landesvorständen Sachsen und Thüringen vertreten.

## Marx is Muss-Kongresse

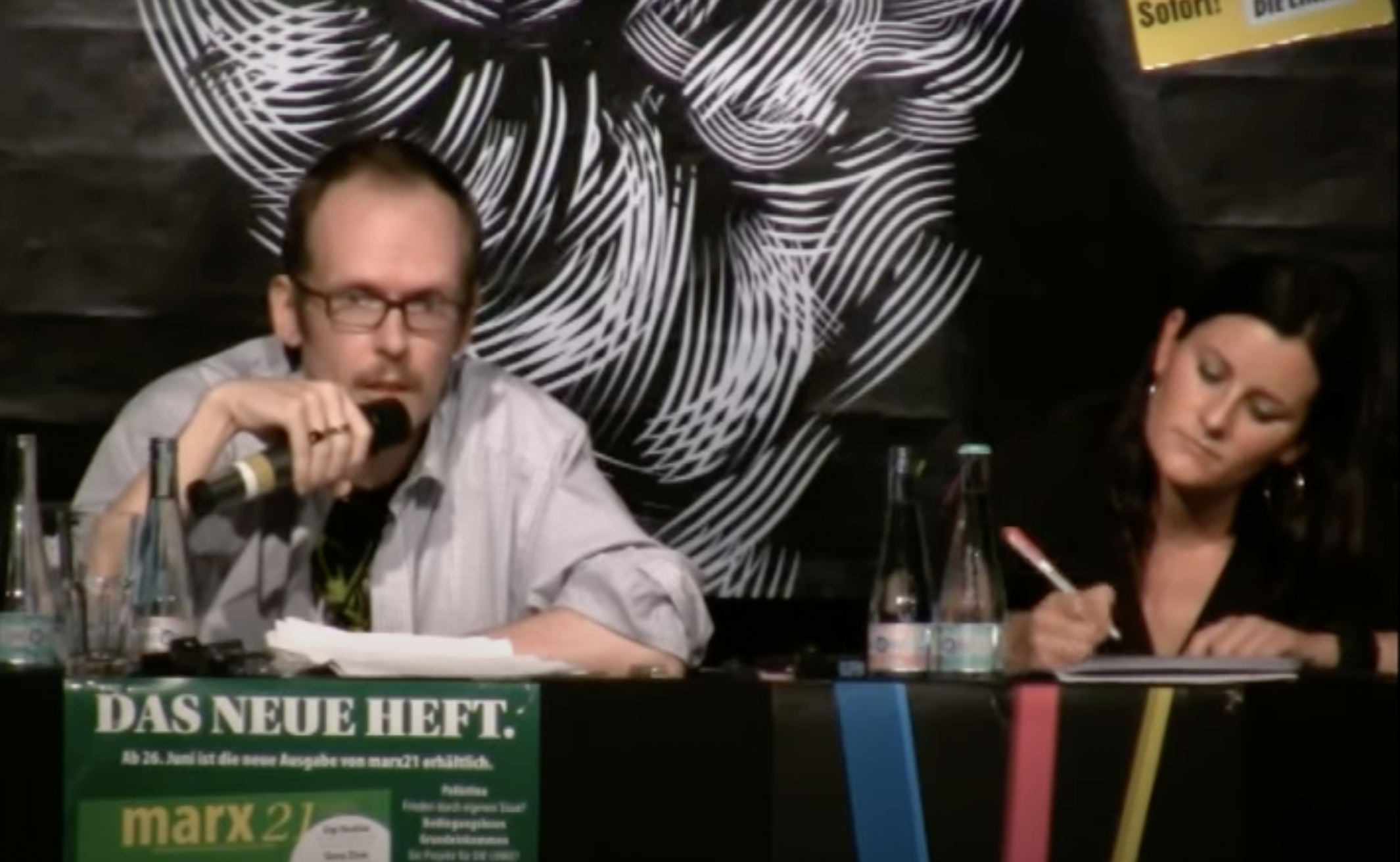
Dietmar Dath und Janine Wissler auf dem „Marx is Muss“-Kongress 2011

Seit der Auflösung von Linksruck und Neugründung als Marx21 veranstaltet das Netzwerk einmal jährlich in Berlin den mehrtägigen Kongress mit dem Titel Marx is Muss, an dem neben den eigenen Linkspartei-Mitgliedern und -Abgeordneten auch andere prominente Linkspartei-Mitglieder und -Abgeordnete als Referenten teilnehmen. Bereits 2007 referierten dort „auch mehrere Vertreter des linken Parteiflügels […], darunter die Europaabgeordnete Sahra Wagenknecht, Wortführerin der Kommunistischen Plattform, sowie die Bundestagsabgeordneten Sevim Dagdelen aus Nordrhein-Westfalen und Werner Dreibus aus Hessen.“ Im Jahr 2011 sprach der damalige LINKE-Fraktionsvorsitzende Oskar Lafontaine bei dem Kongress.  Inzwischen werden auch diese in verschiedenen Artikeln des Netzwerks kritisiert. Auch die österreichische, in der International Socialist Tendency verbliebene, Schwesterorganisation Linkswende veranstaltete 2018 und 2019 in Wien einen Kongress namens Marx is Muss.

## Publikationen
Die Organisation Marx 21 gibt die Zeitschrift marx21 heraus. Die Zeitschrift ist Kooperationspartnerin des Internetportals Linksnet. Marx21-Mitglieder sind nicht nur in ihrem eigenen Publikationsorgan gleichen Namens, sondern auch in Publikationen der Partei Die Linke tätig. Außerdem veröffentlicht das Netzwerk unter dem Verlag Edition Aurora auch regelmäßig eigene Theorie-Broschüren. Einmal im Jahr erscheint mit Theorie21 eine Zusammenfassung des Netzwerk-internen Debattenstandes zu einzelnen Themenkomplexen u. a. zu  Gewerkschaften, Rassismus und Staat. Es werden auch regelmäßig Theorie-Broschüren aus der IST-Tradition veröffentlicht.

## Mitglieder
- Siehe Kategorie:Marx21-Mitglied